# Grande Riviere (Dennery)
Grande Riviere es una localidad de Santa Lucía, que forma parte del distrito de Dennery.